# 미엥지후트군

비엘코폴스카주 지도에 표시된 미엥지후트군의 위치

미엥지후트군(폴란드어: powiat międzychodzki)은 폴란드 비엘코폴스카주에 위치한 군으로 군청 소재지는 미엥지후트이며 면적은 736.66km2, 인구는 36,329명(2006년 기준), 인구 밀도는 49명/km2이다.
북쪽으로는 차른쿠프트슈치안카군, 동쪽으로는 샤모투위군, 남쪽으로는 노비토미실군, 남서쪽으로는 루부시주 미엥지제치군, 북서쪽으로는 루부시주 스트셸체드레즈덴코군과 접한다. 4개 지방 자치체(2개 도시형 농촌, 2개 농촌)를 관할한다.

군기
군 문장